# Гришаев, Андрей Робертович
Андрей Робертович Гришаев (род. 15 октября 1978, Ленинград) — русский поэт, автор книг стихотворений «Шмель» (2006 год) и «Канонерский остров» (2014 год). Публикуется в литературных журналах «Новый мир», «Знамя», «Новый берег», «Крещатик», «Homo Legens» и других. Лауреат премии «Парабола». Лауреат премий литературных журналов «Новый мир» и «Знамя». 

## Биография
Родился в г. Ленинграде в 1978 году. В 2001 году окончил Санкт-Петербургский государственный электротехнический университет «ЛЭТИ» им. В. И. Ульянова (Ленина). Учился в Литературном институте им. Горького. В 2006 году в серии «Поколение» премии «Дебют» вышла книга стихотворений Андрея Гришаева «Шмель». В 2014 году издательство «Воймега» выпустило книгу стихов поэта «Канонерский остров».
В мае 2013 года стал лауреатом первой независимой премии «Парабола», учрежденной Благотворительным фондом имени Андрея Вознесенского.

## Отзывы критиков
Стихи Андрея Гришаева преодолевают усталость привычных размеров и ритмов с совсем неожиданной стороны — раскручивая их до звукового предела, акцентируя и без того ударные места. Вместе с полузабытым мотивом восстанавливается и потерянное время, какое-то жутковатое подлинное детство, с его полномасштабными трагедиями, тревожными мечтами, парализующим страхом. Физически ощутимая свобода автора никогда не переходит в необязательность — Андрей Гришаев верит своей интуиции, а мы охотно верим ему.

Леонид Костюков. Альманах «Text Only» (2006)

Стихи Гришаева — одна из самых значительных поэтических заявок в новом поколении: «Белый пароход, твое дело плохо. / Погуди налево, помолчи направо. / Что ты скажешь, милый? Отцвела эпоха. / Зацвели неведомые травы. // На борту твоем кто-то в телогрейке / В кулаке сжимает птичку расписную. / Не за этой ль птицей потекли все реки? / Где найдешь такую?» 
Сергей Костырко. Журнал «Новый мир» (2008)